# Taake
A Taake ( 
IPA: [ˈtoːkə],
korábbi nevükön Thule) norvég black-metal zenekar. A tagok eredeti nevei ismeretlenek. Hoest volt az egyetlen olyan tag, aki a kezdetektől fogva bent maradt a zenekarban.  Annak ellenére, hogy most csak Hoest van a Taake-ban, nem egyszemélyes projektről van szó. Főleg norvég nyelven énekelnek, amint ez az albumaik címéből is kitűnik. Mint az összes black-metal zenekarnak, a Taake-nak is fő témái Sátán, a sátánizmus valamint az embergyűlölet. 1993-ban alakultak meg Bergen-ben. Lemezeiket a Wounded Love, Peaceville Records, Dark Essence, Svartekunst kiadók dobják piacra.

## Tagok
Jelenleg egyetlen taggal rendelkezik az együttes:
- Hoest - zeneszerzés, ének, összes hangszer (1993-)

## További tagok
- Svartulv - dobok, ének (1993-1996)
- Dim - ének (1995)
- C. Corax - gitár (2004-2006, a név a holló latin elnevezésének, a "corvus corax"-nak a rövidítése)
- Keridwen - basszusgitár, zongora (2000-2003, 2015-ben elhunyt)
- Mord - dobok (2002-2006)
- Lava - basszusgitár (2002-2007)

## Diszkográfia
- Nattestid Ser Porten Vid (1999)
- Over Bjoergvin graater himmerik (2002)
- Hordalands doedskvad (2005)
- Taake (2008)
- Noregs vaapen (2011)
- Stridens hus (2014)
- Kong Vinter (2017)